# Cèrcops (òrfic)
Cèrcops (en llatí Cercops, en grec antic Κέρκωψ) fou un poeta òrfic grec, que Climent d'Alexandria anomena pitagòric. Ciceró diu que Epígenes d'Alexandria el fa autor del poema èpic òrfic titulat ἡ εἰς Ἅιδον κατάβασις (El descens a l'Hades), que sembla que existia en el període hel·lenístic, i que altres autors l'atribueixen a diferents poetes.
Epígenes també li atribueix el poema ἱερὸς λόγος, que alguns diuen que era de Teognet de Tessàlia, un llarg poema en vint-i-quatre llibres.